# Eublemma heterogramma
Eublemma heterogramma är en fjärilsart som beskrevs av Paul Mabille 1881. Eublemma heterogramma ingår i släktet Eublemma och familjen nattflyn. Inga underarter finns listade i Catalogue of Life.